# Fužina
Fužina je bil prvotni industrijski obrat, v katerih so železovo rudo pretopili in s pomočjo oglja predelali v železo in jeklo, spadajo v metalurgijo železa in jekla. Na področju Slovenije je že od antike delovalo veliko manjših topilnic železa, od prve polovice 16.stoletja pa tudi velikih fužin.
Ena takih je deloma ohranjena kot tehniška dediščina v naselju Sava ob reki Savi v bližini Jesenic, upodobil jo je že Valvasor leta 1689 v Slavi vojvodine Kranjske, poleg je še zapisal: »Zaradi dobrih kovin,zlasti železa in jekla,je Kranjska od pradavnih časov znamenita,posebna hvala gre noriškemu železu«. Fužinski plavž na Savi so ugasnili leta 1897, opuščene fužinske stavbe pa je načel zob časa. Leta 1950 je bil na Jesenicah ustanovljen tehniški muzej, v katerem so začeli zbirati muzejsko gradivo in drugo dokumentacijo o železarstvu in tako tudi o fužini Stara Sava. Od fužine je ohranjenih nekaj osrednjih objektov:
- plavž z dimnikom
- zidovje pudlovke
- mlin
- ena od lop za lesno oglje

Poleg teh pa še nekaj krajevnih objektov (razen stanovanjskih, ki so v celoti porušeni) kot so:
- grad
- cerkev
- kasarna

Od leta 1984 so vsi objekti razglašeni za kulturne spomenike.